# Quismy des Vaux
Quismy des Vaux (née le 20 mars 2004) est une jument de saut d'obstacles baie, inscrite au stud-book du Selle français. Cette fille de Dollar de la Pierre est brièvement montée par le cavalier français Kevin Staut, avant une interruption de carrière sportive faisant suite à une attaque de l'étalon Otello du Soleil pendant le CSIO de Saint-Gall en 2015.

## Histoire
Elle naît le 20 mars 2004 au haras des Vaux appartenant à Georges et Marie-Thérèse Lepetit, à Portbail, dans la Manche (Normandie, France),. Elle est acquise par le haras des Coudrettes, d'où l'affixe *HDC, puis montée par Kevin Staut.
Lors du CSIO de Saint-Gall en Suisse, dans la nuit du 6 au 7 juin 2015, l'étalon Otello du Soleil sort de son box démontable en profitant d'une défaillance du système de sécurité, et casse le loquet du box de Quismy des Vaux, qu'il tente de saillir, attaque, et blesse gravement,,,, au point de mettre un terme à sa carrière sportive. Quismy s'est vraisemblablement défendue, puisqu'Otello du Soleil écope de légères blessures au poitrail et à la tête. L'affaire conduit à un règlement au tribunal, français de Caen, qui se déclare incompétent pour régler une affaire survenue en Suisse.
L'affaire judiciaire la concernant reste en cours.

## Description
Quismy des Vaux est une jument de robe baie, inscrite au stud-book du Selle français.

## Palmarès
Elle atteint un indice de saut d'obstacles (ISO) de 167 en 2013.

## Origines
Quismy des Vaux est une file de l'étalon Selle français Dollar de la Pierre et de la jument Selle française Canaille des Vaux, par Super de Bourrière. Elle présente 49 % d'origines Pur-sang, pour 46 % de Selle français et assimilés.

## Descendance
Quismy des Vaux a donné trois poulains, un par Casall, un par Silver Deux de Virton*HDC, enfin le plus récent par Orient Express, Justmy Express, un mâle bai.